# パンチネタ
パンチネタ（スペイン語: Panchineta, バスク語: Pantxineta）は、スペインとフランスにまたがるバスク地方における伝統的な洋菓子（焼き菓子）。

## 特色
バスク料理を代表するデザートの一つである。パイ生地とカスタードクリームを用いたタルトであり、「バスク風カスタードパイ」などと表現される。アーモンドをトッピングしたり、粉砂糖を振りかけることがある。牛乳、バター、砂糖、卵、小麦粉、アーモンド、ヘーゼルナッツなどが用いられる。

## 歴史
20世紀初頭のサン・セバスティアンは王族・貴族・ブルジョアのリゾート地であり、フランス料理に強く影響を受けたパティスリーやレストランが繁栄していた。1915年頃、カーサ・オタエギ（Casa Otaegui）において、フランジパーヌのタルトを模倣する試みの中でパンチネタが生み出された。アーモンドを基調とするフィリングの代わりにカスタードクリームを使用し、パイ生地で覆った。当初はフランチ＝パン（frantxi-pan）と呼ばれたが、すぐにパンチネタと呼ばれるようになった。1886年創業のカーサ・オタエギは現在も営業を続けている。